# Багрянцева Олена Юріївна
Олена Юріївна Багрянцева (нар.20 вересня 1983 в місті Києві) — українська поетеса, прозаїк, журналіст і громадський діяч, авторка п'яти книг. Рідна сестра літераторки теж не менш відома письменниця, поетеса і перекладачка Анна Багряна.

## Життєпис

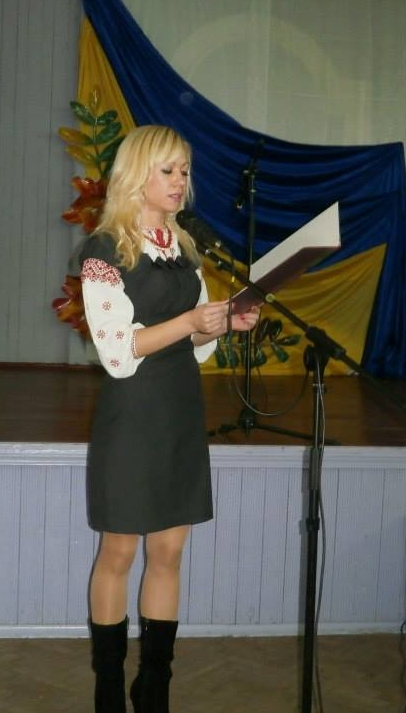
Олена Багрянцева — ведуча творчого вечора з нагоди Дня української писемності та мови у ЦДЮТ міста Конотоп, листопад 2014

У 2006 закінчила Інститут філології Київського національного університету імені Тараса Шевченка і отримала повну вищу освіту за спеціальністю «Українська мова та література», здобула кваліфікацію магістра філології. Отримала диплом з відзнакою.
З 2000 працювала редактором телепередач у телекомпанії «ЮАНА», головним редактором всеукраїнської музичної газети «Океан Мрій». Паралельно працювала позаштатним журналістом у періодичних виданнях, друкувала там свої твори та статті.
У 2006—2008 працювала викладачем української мови в ліцеї «Обдаровання», керівником філії освітньо-мистецького центру «Шанс», редактором і журналістом в журналі «Торговое Дело».
З 2008 працювала на телебаченні — журналістом-кореспондентом в редакції новин «За Київським часом» (КДР ТРК).
У 2010 переїхала до м. Конотопа, де працювала головним редактором газети «Телегурман», з 2011 р. — працює головним редактором громадсько-політичної газети «Конотопський край».
У 2011 році за ініціативи Олени Багрянцевої в Конотопі було започатковано та проведено всеукраїнський фестиваль відеопоезії «ГРАК».
У 2015 р. обрана депутатом міської ради м. Конотоп від ВО «Свобода», в тому ж році міськрада підтримала обрання її секретарем Конотопської міської ради.
З вересня 2016 р. є керівником Конотопської молодіжної літературної студії «Джерела».
З 2019 р. - директор Конотопського Будинку культури "Зоряний"

## Творчість
2002 — вийшла перша збірка поезій автора — «У пошуках світанку».
2008 — збірка поезій «Чатування на диво».
2010 — збірка для дітей «Таблиця множення у віршах».
2012 — збірка поезій українською та болгарською мовами «Щаслива».
2012 — збірка новел «Сусідка осені».
2017 - збірка поезій "Нитка Аріадни"

## Громадська діяльність
Олена Багрянцева — член Національної спілки журналістів України, голова Конотопської організації всеукраїнського товариства «Просвіта ім..Т. Г. Шевченка», депутат Конотопської міської Ради від ВО "Свобода".